# Rehweiler
Rehweiler ist eine Ortsgemeinde im Landkreis Kusel in Rheinland-Pfalz. Sie gehört der Verbandsgemeinde Oberes Glantal an.

## Geographie
Der Ort liegt am Glan in der Westpfalz. Im Norden befindet sich Matzenbach, im Süden Glan-Münchweiler.

## Geschichte
Die älteste erhaltene Nennung von Rehweiler stammt von 1322. Es entstand im 12. Jahrhundert aus der Aufteilung des am anderen Glanufer liegenden Reichardsweiler. Rehweiler gehörte zunächst zur Grafschaft Veldenz, dann zu Pfalz-Zweibrücken. Reichardsweiler war Teil des Reichslands Kaiserslautern, später gehörte es zur Kurpfalz. Das Kloster Otterberg war in Reichardsweiler begütert. Ab 1600 verschmolzen die beiden Dörfer langsam wieder, nun unter dem Namen Rehweiler.

## Politik

### Bürgermeister
Frank Scholz wurde am 21. Januar 2015 Ortsbürgermeister von Rehweiler. Bei der Direktwahl am 26. Mai 2019 wurde er für weitere fünf Jahre in seinem Amt bestätigt. Er wurde im Juni 2024 wiedergewählt.
Vorgänger von Scholz waren kurzzeitig der im Juli gewählte und zum 30. November 2014 wieder zurückgetretene Karl-Heinz Emrich, sowie zuvor Thomas Herbach.

### Wappen
Die Blasonierung des Wappens lautet: „Über erhöhtem Schildfuß, darin eine rote Bogenbrücke auf Silber, von Schwarz und Gold gespalten, darin ein Rehbock in verwechselter Tinktur.“
Der Rehbock symbolisiert den Ortsnamen, die Brücke die Glanbrücke als Verbindung zwischen dem geteilten Ort. Darauf nimmt auch der Wechsel der Farben Bezug. Gold und Schwarz waren die Farben der Wittelsbacher, die sowohl in der Kurpfalz als auch in Pfalz-Zweibrücken regierten.

## Wirtschaft und Infrastruktur
Durch den Ort verläuft die B 423. Im Süden befindet sich die A 62. In Rehweiler ist ein Bahnhof der Bahnstrecke Landstuhl–Kusel.